# Elgudscha Chintibidse
Elgudscha Chintibidse (georgisch ელგუჯა ხინთიბიძე; * 7. Juni 1937)  ist ein georgischer Philologe, Professor an der Staatlichen Iwane-Dschawachischwili-Universität Tiflis, Leiter des Instituts der Georgischen Literatur an der Fakultät für Geisteswissenschaften; Mitglied der nationalen Akademie der Wissenschaften Georgiens (2012) sowie der Société Internationale pour l’Étude de la Philosophie Médiévale – S.I.E.P.M. und Präsident der International Association for the Promotion of Georgian/Kartvelian Studies.

## Laufbahn
Chintibidse schloss ein Studium der Philologie 1960 an der Staatlichen Universität Tiflis ab, war von 1976 bis 1986 deren Dekan, von 1986 bis 1993 Prorektor der wissenschaftlichen Abteilung sowie  von 2000 bis 2006 Inhaber des Lehrstuhls der alten georgischen Literatur. Außerdem war er von 1976 bis 2004 Herausgeber der Zeitschrift Literaturwissenschaft und 1978 bis 2015 Mitglied der Redaktion der Zeitschrift Georgica. Er ist Gründer und seit 1993 Herausgeber der jährlichen internationalen Zeitschrift The Kartvelologist, seit 1992 des Zentrums der kartwelologischen Schule, seit 1995 der Stiftung der kartwelologischen Schule, der kartwelologischen Sommerschule und Seminar sowie Leiter der internationalen Symposien der kartwelologischen Studien.

## Auszeichnungen
- International Order of Merit for Service to Kartvelian Studies (IOM), Cambridge, 1994
- Iwane-Dschawachischwili-Preis, 1984 und 2016.

## Forschung
Seine Forschungsschwerpunkte bilden georgisch-byzantinische literarische Zusammenhänge, mittelalterliche Literatur, Schota-Rustaweli-Forschungen und Quellenkritik, nämlich:
- Voraussetzungen über die georgische Herkunft der kappadokischen Kirchenväter des vierten Jahrhunderts Basilius der Große und Gregor von Nazianz.
- Argumentation zum Standpunkt der Autorschaft des byzantinischen Romans Barlaam und Josaphat von Euthymius dem Athoniten.
- Untersuchung der Beziehungen zwischen georgischen und griechischen Texten des Romans Barlaam und Ioasaph und Datierung des griechischen Textes von Barlaam und Josaphat.
- Theorie über die Etymologie der Bezeichnungen der Georgier hervorzuheben.

### Überlegungen zu Der Mann im Pantherfell von Schota Rustaweli
Elgudscha Chintibidse analysierte die Schlüsselelemente der Struktur sowie der wichtigsten philosophischen und theologischen Begriffe des Epos Der Mann im Pantherfell. In seinen Monografien und Aufsätzen definierte Chintibidse religiöses, philosophisches und literarisches Denken von Schota Rustaweli. Chintibidses Forschung umfasst theologische, philosophische und ethische Fragen. Die antike philosophische Strömung, nämlich die aristotelische Definition der Seele, wird im Zusammenhang mit dem mittelalterlichen Denken diskutiert, z. B.: Der Begriff der Freundschaft wird zum aristotelischen Freundschaftsbegriff zusammengestellt. Die Spur von Platons Theorie der Vollkommenheit ist im Epos von Rustaweli auszumachen. Ein bedeutender Schwerpunkt der Forschung liegt auf der Untersuchung von Rustawelis ethischen Ansichten, größtenteils im Kontext christlicher und klassischer (Platon und Aristoteles) Moralvorstellungen.
Chintibidse stellt fest, dass Rustawelis Weltanschauung die Parallelen zur abendländischen literarischen Denkweise (Troubadours, Dantes, Petrarcas) zieht und die Spuren des Epos direkt in den europäischen literarischen Werken nachweisbar sind. Nach seinen Forschungen werden die Handlungsmotive von Der Mann im Pantherfell in Theaterstücken der englischen Dramatiker des 17. Jahrhunderts verwendet, nämlich William Shakespeare, Francis Beaumont und John Fletcher. Das Motiv der Verschwörung aus Der Mann im Pantherfell ist in populären Stücken des 17. Jahrhunderts offensichtlich: Shakespeares Cymbeline, Beaumonte und Fletchers Philaster und King and No King. Chintibidse nimmt an, dass Rustawelis Epos durch Kulturaustausch mit Persien in die intellektuellen Kreise des Shakespeare-England gelangt sein muss.

## Veröffentlichungen
- Entdeckung der Korrespondenz der spanischen Monarchen Isabelle I und Ferdinand II mit dem georgischen König Konstantin II. (Ende des 15. Jahrhunderts, Spanien).
- Entdeckung zweier unbekannter Fragmente einer georgischen Handschrift aus dem 11. Jahrhundert mit dem Autograph von Giorgi dem Athoniten (British Museum).
- Entdeckung unbekannter georgischer Bücher und Manuskripte in der Bibliothek von Iviron (Berg Athos).
- Entdeckung griechischer und lateinischer Übersetzungen aus dem 13. Jahrhundert eines Teils von The Life of Giorgi Athonite.
- Entdeckung und Veröffentlichung der Rede von Alaverdi Khan Undiladze am Hof von Schah Abbas (Ende des 16. Jahrhunderts und im 17. Jahrhundert, England).
- Übersetzung und Veröffentlichung des Reiseberichts des spanischen Reisenden Rui Gonsalez Klavikho über Georgien aus dem 15. Jahrhundert.